# Ланце, Карло Витторио Амедео делле
Карло Витторио Амедео делле Ланце (итал. Carlo Vittorio Amedeo delle Lanze; 1 сентября 1712, Турин, Савойское герцогство — 23 января 1784, Сан-Бениньо-Канавезе, Сардинское королевство) — итальянский куриальный кардинал. Великий раздатчик милостыни и про-капеллан двора короля Сардинии Карла Эммануила III с 17 октября 1746 по февраль 1773. Титулярный архиепископ Никосии с 11 августа по 12 апреля 1773. Префект Священной Конгрегации Тридентского собора с 22 марта 1775 по 23 января 1784. Кардинал-дьякон с 10 апреля 1747, с титулярной диаконией Санти-Козма-э-Дамиано с 31 июля по 2 октября 1747. Кардинал-священник с титулом церкви Сан-Систо со 2 октября 1747 по 22 ноября 1758. Кардинал-священник с титулом церкви Сант-Анастазия с 22 ноября 1758 по 21 марта 1763. Кардинал-священник с титулом церкви Санта-Прасседе с 21 марта 1763 по 18 июля 1783. Кардинал-священник с титулом церкви Сан-Лоренцо-ин-Лучина с 18 июля 1783 по 23 января 1784. Кардинал-протопресвитер с 18 июля 1783 по 23 января 1784.